# شهرستان گوشن (وایومینگ)
شهرستان گوشن، وایومینگ (به انگلیسی: Goshen County, Wyoming) یک سکونتگاه مسکونی در ایالات متحده آمریکا است که در وایومینگ واقع شده‌است.

## خصوصیات
شهرستان گوشن ۵٬۷۸۰٫۸۹ کیلومترمربع مساحت دارد.